# Lijst van vicepremiers van het Verenigd Koninkrijk
De Vicepremier van het Verenigd Koninkrijk  (Engels: Deputy Prime Minister of the United Kingdom) is een eretitel die af en toe wordt gebruikt in de uitvoerende macht van de Britse overheid. Er er zijn geen specifieke bevoegdheden of autoriteit aan verbonden dan die van een andere ministers en bekleed daarnaast ook altijd een andere functie in het kabinet. Wanneer er geen vicepremier wordt benoemd functioneert de First Secretary of State als een De facto vicepremier. Indien er zowel geen vicepremier of First Secretary of State wordt benoemd wordt de Minister van Financiën meestal als de de facto tweede hoogste functionaris in het kabinet gezien. 
De huidige vicepremier is sinds 5 juli 2024 Angela Rayner van de Labour Party in het kabinet Starmer; zij is daarnaast ook Minister van Huisvesting, Wijken en Lokale Zaken.

## Vicepremiers van het Verenigd Koninkrijk (1942-heden)
| Vicepremier Deputy Prime Minister | Vicepremier Deputy Prime Minister | Vicepremier Deputy Prime Minister              | Functie(s)                                       | Ambtstermijn                  | Ambtstermijn      | Partij(en)         | Premier                       | Kabinet(en)   |
| --------------------------------- | --------------------------------- | ---------------------------------------------- | ------------------------------------------------ | ----------------------------- | ----------------- | ------------------ | ----------------------------- | ------------- |
|                                   | Clement Attlee                    | Clement Attlee (1883–1967)                     | Minister voor Dominion Zaken                     | 19 februari 1942              | 24 september 1943 | Labour Party       | Winston Churchill (1940–1945) | Churchill I   |
| Lord President of the Council     | Clement Attlee                    | Clement Attlee (1883–1967)                     | 24 september 1943                                | 23 mei 1945                   |                   | Labour Party       | Winston Churchill (1940–1945) | Churchill I   |
| Vacant                            | Vacant                            | Vacant                                         | Vacant                                           | Vacant                        | Vacant            | Vacant             | Winston Churchill (1940–1945) | Churchill II  |
|                                   | Herbert Morrison                  | Herbert Morrison (1888–1965)                   | Lord President of the Council                    | 26 juli 1945                  | 9 maart 1951      | Labour Party       | Clement Attlee (1945–1951)    | Attlee I      |
| Leader of the House of Commons    | Herbert Morrison                  | Herbert Morrison (1888–1965)                   |                                                  | 26 juli 1945                  | 9 maart 1951      | Labour Party       | Clement Attlee (1945–1951)    | Attlee I      |
| Minister van Buitenlandse Zaken   | Herbert Morrison                  | Herbert Morrison (1888–1965)                   | 9 maart 1951                                     | 26 oktober 1951               | Attlee II         | Labour Party       | Clement Attlee (1945–1951)    |               |
|                                   | Anthony Eden                      | Sir Anthony Eden (1897–1977)                   | Minister van Buitenlandse Zaken                  | 26 oktober 1951               | 5 april 1955      | Conservative Party | Winston Churchill (1951–1955) | Churchill III |
| Vacant                            | Vacant                            | Vacant                                         | Vacant                                           | Vacant                        | Vacant            | Vacant             | Anthony Eden (1955–1957)      | Eden          |
| Vacant                            | Vacant                            | Vacant                                         | Vacant                                           | Vacant                        | Vacant            | Vacant             | Harold Macmillan (1957–1963)  | Macmillan I   |
|                                   | Rab Butler                        | Rab Butler (1902–1982)                         | First Secretary of State                         | 13 juli 1962                  | 16 oktober 1964   | Conservative Party | Harold Macmillan (1957–1963)  | Macmillan II  |
| Minister van Buitenlandse Zaken   | Rab Butler                        | Rab Butler (1902–1982)                         | 19 oktober 1963                                  | Alec Douglas-Home (1963–1964) | 16 oktober 1964   | Conservative Party | Douglas-Home                  |               |
|                                   | George Brown                      | George Brown (1914–1985)                       | First Secretary of State                         | 16 oktober 1964               | 6 april 1966      | Labour Party       | Harold Wilson (1964–1970)     | Wilson I      |
| Minister van Economische Zaken    | George Brown                      | George Brown (1914–1985)                       |                                                  | 16 oktober 1964               | 6 april 1966      | Labour Party       | Harold Wilson (1964–1970)     | Wilson I      |
|                                   | George Brown                      | George Brown (1914–1985)                       | First Secretary of State                         | 6 april 1966                  | 11 augustus 1966  | Labour Party       | Harold Wilson (1964–1970)     | Wilson II     |
| Minister van Economische Zaken    | George Brown                      | George Brown (1914–1985)                       |                                                  | 6 april 1966                  | 11 augustus 1966  | Labour Party       | Harold Wilson (1964–1970)     | Wilson II     |
|                                   | Michael Stewart                   | Michael Stewart (1906–1990)                    | First Secretary of State                         | 11 augustus 1966              | 6 april 1968      | Labour Party       | Harold Wilson (1964–1970)     | Wilson II     |
| Minister van Economische Zaken    | Michael Stewart                   | Michael Stewart (1906–1990)                    | 16 maart 1968                                    | 11 augustus 1966              |                   | Labour Party       | Harold Wilson (1964–1970)     | Wilson II     |
| Minister van Buitenlandse Zaken   | Michael Stewart                   | Michael Stewart (1906–1990)                    | 16 maart 1968                                    | 6 april 1968                  |                   | Labour Party       | Harold Wilson (1964–1970)     | Wilson II     |
| Vacant                            |                                   |                                                |                                                  |                               |                   |                    | Harold Wilson (1964–1970)     | Wilson II     |
| Vacant                            | Vacant                            | Vacant                                         | Vacant                                           | Vacant                        | Vacant            | Vacant             | Edward Heath (1970–1974)      | Heath         |
| Vacant                            | Vacant                            | Vacant                                         | Vacant                                           | Vacant                        | Vacant            | Vacant             | Harold Wilson (1974–1976)     | Wilson III    |
| Vacant                            | Vacant                            | Vacant                                         | Vacant                                           | Vacant                        | Vacant            | Vacant             | James Callaghan (1976–1979)   | Callaghan     |
|                                   |                                   | Willie Whitelaw (1918–1999)                    | Minister van Binnenlandse Zaken                  | 4 mei 1979                    | 11 juni 1983      | Conservative Party | Margaret Thatcher (1979–1990) | Thatcher I    |
|                                   |                                   | Burggraaf Whitelaw Willie Whitelaw (1918–1999) | First Secretary of State                         | 11 juni 1983                  | 3 juni 1987       | Conservative Party | Margaret Thatcher (1979–1990) | Thatcher II   |
| Lord President of the Council     |                                   | Burggraaf Whitelaw Willie Whitelaw (1918–1999) |                                                  | 11 juni 1983                  | 3 juni 1987       | Conservative Party | Margaret Thatcher (1979–1990) | Thatcher II   |
| Leader of the House of Lords      |                                   | Burggraaf Whitelaw Willie Whitelaw (1918–1999) |                                                  | 11 juni 1983                  | 3 juni 1987       | Conservative Party | Margaret Thatcher (1979–1990) | Thatcher II   |
|                                   |                                   | Burggraaf Whitelaw Willie Whitelaw (1918–1999) | First Secretary of State                         | 3 juni 1987                   | 10 januari 1988   | Conservative Party | Margaret Thatcher (1979–1990) | Thatcher III  |
| Lord President of the Council     |                                   | Burggraaf Whitelaw Willie Whitelaw (1918–1999) |                                                  | 3 juni 1987                   | 10 januari 1988   | Conservative Party | Margaret Thatcher (1979–1990) | Thatcher III  |
| Leader of the House of Lords      |                                   | Burggraaf Whitelaw Willie Whitelaw (1918–1999) |                                                  | 3 juni 1987                   | 10 januari 1988   | Conservative Party | Margaret Thatcher (1979–1990) | Thatcher III  |
|                                   | Geoffrey Howe                     | Sir Geoffrey Howe (1926–2015)                  | First Secretary of State                         | 24 juli 1989                  | 1 november 1990   | Conservative Party | Margaret Thatcher (1979–1990) | Thatcher III  |
| Lord President of the Council     | Geoffrey Howe                     | Sir Geoffrey Howe (1926–2015)                  |                                                  | 24 juli 1989                  | 1 november 1990   | Conservative Party | Margaret Thatcher (1979–1990) | Thatcher III  |
| Leader of the House of Commons    | Geoffrey Howe                     | Sir Geoffrey Howe (1926–2015)                  |                                                  | 24 juli 1989                  | 1 november 1990   | Conservative Party | Margaret Thatcher (1979–1990) | Thatcher III  |
| Vacant                            |                                   |                                                |                                                  |                               |                   |                    | Margaret Thatcher (1979–1990) | Thatcher III  |
| Vacant                            | Vacant                            | Vacant                                         | Vacant                                           | Vacant                        | Vacant            | Vacant             | John Major (1990–1997)        | Major I       |
| Vacant                            | Vacant                            | Vacant                                         | Vacant                                           | Vacant                        | Vacant            | Vacant             | John Major (1990–1997)        | Major II      |
|                                   |                                   | Michael Heseltine (1933)                       | First Secretary of State                         | 20 juli 1995                  | 2 mei 1997        | Conservative Party | John Major (1990–1997)        | Major II      |
|                                   | John Prescott                     | John Prescott (1938–2024)                      | Minister van Transport                           | 2 mei 1997                    | 8 juni 2001       | Labour Party       | Tony Blair (1997–2007)        | Blair I       |
| Minister van Regionale Zaken      | John Prescott                     | John Prescott (1938–2024)                      |                                                  | 2 mei 1997                    | 8 juni 2001       | Labour Party       | Tony Blair (1997–2007)        | Blair I       |
| Minister van Milieu               | John Prescott                     | John Prescott (1938–2024)                      |                                                  | 2 mei 1997                    | 8 juni 2001       | Labour Party       | Tony Blair (1997–2007)        | Blair I       |
| First Secretary of State          | John Prescott                     | John Prescott (1938–2024)                      | 8 juni 2001                                      | 27 juni 2007                  | Blair II          | Labour Party       | Tony Blair (1997–2007)        |               |
| First Secretary of State          | John Prescott                     | John Prescott (1938–2024)                      | 8 juni 2001                                      | 27 juni 2007                  | Blair III         | Labour Party       | Tony Blair (1997–2007)        |               |
| Minister van Regionale Zaken      | John Prescott                     | John Prescott (1938–2024)                      | 29 mei 2002                                      | 5 mei 2005                    | Blair II          | Labour Party       | Tony Blair (1997–2007)        |               |
| Vacant                            | Vacant                            | Vacant                                         | Vacant                                           | Vacant                        | Vacant            | Vacant             | Gordon Brown (2007–2010)      | Brown         |
|                                   | Nick Clegg                        | Nick Clegg (1967)                              | Lord President of the Council                    | 11 mei 2010                   | 8 mei 2015        | Liberal Democrats  | David Cameron (2010–2016)     | Cameron I     |
|                                   |                                   | Vacant                                         |                                                  |                               |                   |                    | David Cameron (2010–2016)     | Cameron II    |
| Theresa May (2016–2019)           | May I                             | Vacant                                         |                                                  |                               |                   |                    |                               |               |
| Theresa May (2016–2019)           | May II                            | Vacant                                         |                                                  |                               |                   |                    |                               |               |
| Boris Johnson (2019–2022)         | Johnson I                         | Vacant                                         |                                                  |                               |                   |                    |                               |               |
| Boris Johnson (2019–2022)         | Johnson II                        | Vacant                                         |                                                  |                               |                   |                    |                               |               |
| Boris Johnson (2019–2022)         |                                   | Dominic Raab                                   | Dominic Raab (1974)                              | Minister van Justitie         | 15 september 2021 | 6 september 2022   | Conservative Party            |               |
| Boris Johnson (2019–2022)         | Lord Chancellor                   | Dominic Raab                                   | Dominic Raab (1974)                              |                               | 15 september 2021 | 6 september 2022   | Conservative Party            |               |
|                                   | Thérèse Coffey                    | Thérèse Coffey (1971)                          | Minister van Volksgezondheid en Sociale Zaken    | 6 september 2022              | 25 oktober 2022   | Conservative Party | Liz Truss (2022)              | Truss         |
|                                   | Dominic Raab                      | Dominic Raab (1974)                            | Minister van Justitie                            | 25 oktober 2022               | 21 april 2023     | Conservative Party | Rishi Sunak (2022–2024)       | Sunak         |
| Lord Chancellor                   | Dominic Raab                      | Dominic Raab (1974)                            |                                                  | 25 oktober 2022               | 21 april 2023     | Conservative Party | Rishi Sunak (2022–2024)       | Sunak         |
|                                   | Oliver Dowden                     | Oliver Dowden (1978)                           | Kanselier van het Hertogdom Lancaster            | 21 april 2023                 | 5 juli 2024       | Conservative Party | Rishi Sunak (2022–2024)       | Sunak         |
| Minister voor Kabinetszaken       | Oliver Dowden                     | Oliver Dowden (1978)                           |                                                  | 21 april 2023                 | 5 juli 2024       | Conservative Party | Rishi Sunak (2022–2024)       | Sunak         |
|                                   | Angela Rayner                     | Angela Rayner (1980)                           | Minister van Huisvesting, Wijken en Lokale Zaken | 5 juli 2024                   | heden             | Labour Party       | Keir Starmer (2024–heden)     | Starmer       |